# Wolfram Grandezka
Wolfram Grandezka (ur. 17 grudnia 1969 w Saalfeld/Saale) – niemiecki aktor filmowy i telewizyjny, były model.

## Życiorys
Urodził się w Saalfeld/Saale, w NRD. Kiedy miał 16 lat opuścił wraz z rodziną NRD i studiował ekonomię w Berlinie i Heidelbergu. Na staż przeniósł się do Nowego Jorku, gdzie w wieku 22 lat pracował jako model i uczęszczał na lekcje aktorstwa w Los Angeles).
Od 5 stycznia 1998 do 26 kwietnia 2000 grał postać lekarza Romana Klingenberga w operze mydlanej RTL Unter Uns (Między nami). Pojawił się w telenoweli RTL 2 Wszystko razem - każdy dla siebie (Alle zusammen – jeder für sich) w roli Edmunda Kernera oraz gościnnie w operze mydlanej RTL Gute Zeiten, schlechte Zeiten (Dzień dobry, złe czasy).
22 stycznia 2004 otrzymał rolę Ansgara von Lahnsteina w telenoweli Das Erste Zakazana miłość. W 2012 zdobył niemiecką nagrodę Soap w kategorii najlepszy aktor. W 2018 dołączył do obsady telenoweli ARD Rote Rosen jako Gregor Pasch.

## Życie prywatne
W 1999 poślubił modelkę Nadję Auermann. Mają syna Nicolasa Roberta (ur. 1999). Jednak w 2005 para rozwiodła się.

## Filmografia

### Seriale TV
- 1996–1997: Alle zusammen - Jeder für sich jako Edmund „Ed“ Kerner
- 1998-2000: Unter Uns (Między nami) jako Roman Klingenberg
- 1999: Dr. Stefan Frank – Der Arzt, dem die Frauen vertrauen jako
- 2004-–2015, 2020-: Zakazana miłość (Verbotene Liebe) jako Ansgar von Lahnstein
- 2006: Wilsberg: Callgirls
- 2016: Rosamunde Pilcher: Ex und Liebe jako Grant Anderson-Smith
- 2016: Lindenstraße jako Pan Schmidbauer
- 2017: Morden im Norden jako David Loose
- 2018-: Rote Rosen jako Gregor Pasch

## Nagrody i nominacje
| Rok  | Nagroda           | Kategoria                                                        | Rezultat  |
| ---- | ----------------- | ---------------------------------------------------------------- | --------- |
| 2011 | German Soap Award | Najlepszy aktor dziennej opery mydlanej                          | Nominacja |
| 2011 | German Soap Award | Najgorszy łotr                                                   | Nominacja |
| 2012 | German Soap Award | Najlepszy aktor                                                  | Wygrana   |
| 2012 | German Soap Award | Najgorszy łotr                                                   | Nominacja |
| 2012 | German Soap Award | Nagroda fanów dla mężczyzny                                      | Nominacja |
| 2012 | German Soap Award | Najlepszy serial (Zakazana miłość)                               | Nominacja |
| 2012 | German Soap Award | Społecznie odpowiedzialne opowiadanie historii (Zakazana miłość) | Nominacja |